# Rivière Chébistuane
Rivière Chébistuane är ett vattendrag i Kanada.   Det ligger i provinsen Québec, i den östra delen av landet, 500 km norr om huvudstaden Ottawa.
I omgivningarna runt Rivière Chébistuane växer i huvudsak barrskog. Trakten runt Rivière Chébistuane är nära nog obefolkad, med mindre än två invånare per kvadratkilometer.